# Conocephalus spinosus
Conocephalus spinosus är en insektsart som först beskrevs av Morse 1901.  Conocephalus spinosus ingår i släktet Conocephalus och familjen vårtbitare. Inga underarter finns listade i Catalogue of Life.